# 萬繡
萬繡（1431年—？），字公錦，江西吉安府安福縣人，明朝政治人物。進士出身。

## 生平
江西鄉試第三十一名。成化二年（1466年）丙戌科會試第二百十九名，殿試登進士第二甲第八十六名。

## 家族
曾祖萬啓吾，曾任元巡檢。祖父萬靜安。父亲萬霽，曾任進士 知縣。